# Déprogrammé
Déprogrammé (Cancelled en version originale) est le premier épisode de la septième saison de la série animée South Park, ainsi que le 97e épisode de l'émission.

## Synopsis
Les évènements du tout premier épisode de South Park, Cartman a une sonde anale, semblent se reproduire.  Les enfants découvrent que la Terre entière a été construite pour un jeu télévisé intergalactique qui est sur le point d'être déprogrammé.

## Critique de la télé-réalité
Tout l'épisode est basé sur la critique de la télé-réalité. On découvre en effet que tout ce qui se passe sur Terre n'est en réalité qu'un reality show. Plusieurs scènes et dialogue sont alors placés pour critiquer cette pratique.
-Dans leur dialogue avec le directeur de l'émission, Kyle dit : « Vous voulez dire que c'est un divertissement pour les aliens de nous voir nous battre et nous entre-tuer ? », et Stan explique que « Vous jouez avec la vie des gens, vous transformez leur vie en spectacle ». À ce moment-là le public doit approuver ce qu'ils disent mais Cartman ajoute « Ouais nous jamais on ferait ça sur Terre ! », il s'ensuit un silence de quelques secondes pour signifier qu'il fait erreur.